# Моховой (Кинельский район)
Моховой — посёлок в Кинельском районе Самарской области в составе сельского поселения Бобровка.

## География
Находится на правобережье реки Самары на расстоянии примерно 8 километров по прямой на юго-юго-восток от районного центра города Кинель.

## Население
Постоянное население составляло 32 человека (русские 97 %) в 2002 году, 21 в 2010 году.